# 1 de julho
1 ou 1.º de julho é o 182.º dia do ano no calendário gregoriano (183.º em anos bissextos). Faltam 183 dias para acabar o ano.

## Eventos históricos

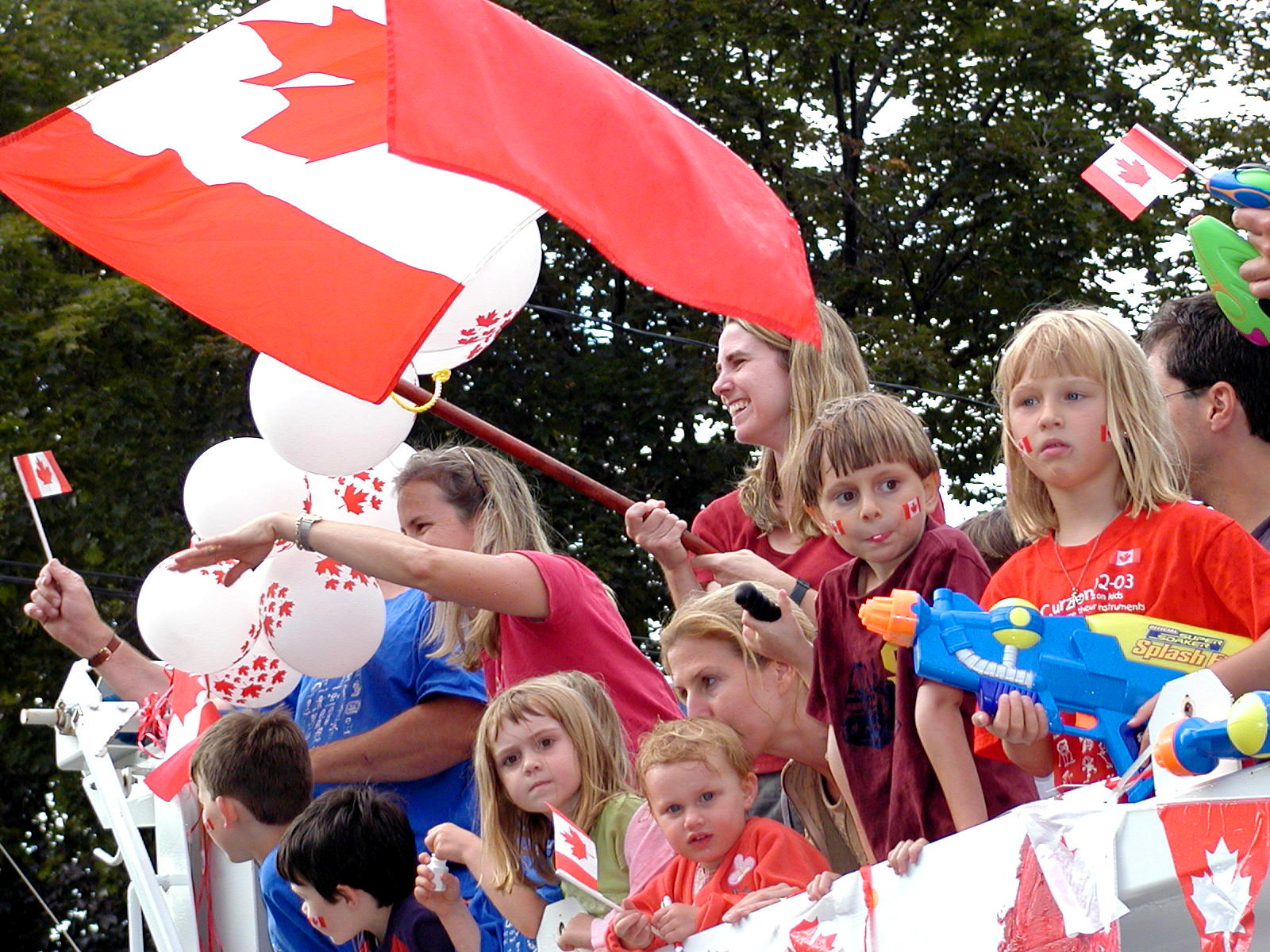
1867: Dia do Canadá

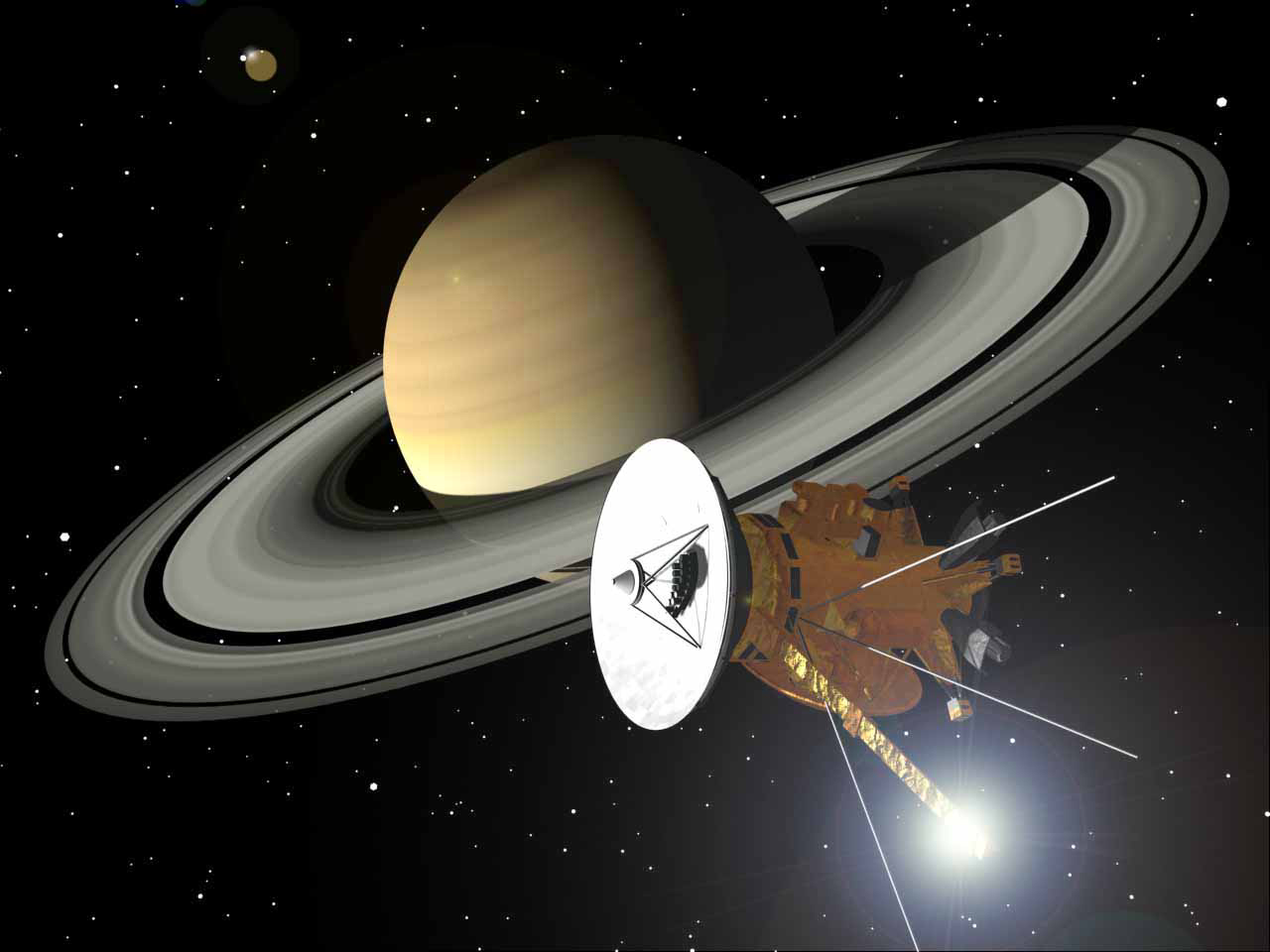
2004: Ilustração: sonda Cassini-Huygens em Saturno

- 0069 — Tibério Júlio Alexandre ordena que suas legiões romanas em Alexandria jurem lealdade a Vespasiano como imperador.
- 0552 — Batalha de Tagina: as forças romanas-orientais (bizantinas) sob o comando de Narses derrotam os ostrogodos na Itália. Durante o combate, o rei Tótila é mortalmente ferido.
- 1097 — Batalha de Dorileia: os cruzados liderados pelo príncipe Boemundo de Taranto derrotam um exército seljúcida liderado pelo sultão Quilije Arslã I.
- 1098 — Eclipse total do Sol.
- 1431 — Batalha de Higueruela tem lugar em Granada, levando a um modesto avanço do Reino de Castela durante a Reconquista.
- 1520 — Conquistadores espanhóis liderados por Hernán Cortés lutam para sair de Tenochtitlan após o anoitecer.[1]
- 1569 — União de Lublin: o Reino da Polônia e o Grão-Ducado da Lituânia confirmam uma união real; o país unido é chamado de Comunidade Polaco-Lituana ou República das Duas Nações.
- 1643 — Primeira reunião da Assembleia de Westminster, um conselho de teólogos ("divinos") e membros do Parlamento da Inglaterra nomeados para reestruturar a Igreja Anglicana, na Abadia de Westminster, em Londres.
- 1766 — Jean-François de la Barre, um jovem nobre francês, é torturado e decapitado antes de seu corpo ser queimado em uma pira junto com uma cópia do Dictionnaire philosophique de Voltaire pregado em seu torso pelo crime de não saudar uma procissão religiosa católica em Abbeville, França.
- 1770 — O Cometa Lexell é visto mais perto da Terra do que qualquer outro cometa na história registrada, aproximando-se a uma distância de apenas 0,0146 unidades astronômicas (2 200 000 km).
- 1823 — A República Federal da América Central (constituída pelas atuais Guatemala, El Salvador, Honduras, Nicarágua e Costa Rica) declara sua independência do Império Mexicano após ter sido anexado no ano anterior (quando ainda era a Capitania Geral da Guatemala).[2]
- 1850 —  Incidente de Paranaguá: uma batalha naval entre o cruzador inglês HMS Cormorant e a Fortaleza de Nossa Senhora dos Prazeres de Paranaguá no Brasil.
- 1858 — Leitura conjunta dos documentos de Charles Darwin e Alfred Russel Wallace sobre evolução para a Sociedade Linneana de Londres.
- 1862 — Fundação da Biblioteca do Estado Russo como a Biblioteca do Museu Público de Moscou.
- 1863
  - Começa a Batalha de Gettysburg, ponto de viragem da Guerra Civil dos Estados Unidos.
  - Keti Koti (Dia da Emancipação) no Suriname, marcando a abolição da escravatura pelos Países Baixos.
- 1867
  - É abolida a pena de morte em Portugal para crimes civis.
  - Entra em vigor o Ato da América do Norte Britânica quando as colônias britânicas de Província do Canadá, Nova Brunswick e Nova Escócia se juntam em confederação para criar a nação moderna do Canadá. John A. Macdonald é empossado como o primeiro primeiro-ministro do Canadá. Esta data é comemorada anualmente no Canadá como o Dia do Canadá, um feriado nacional.
- 1873 — A Ilha do Príncipe Eduardo se junta à Confederação do Canadá.
- 1879 — Charles Taze Russell publica a primeira edição da revista religiosa A Sentinela.
- 1885 — O Estado Livre do Congo é criado pelo rei Leopoldo II da Bélgica.
- 1898 — Guerra Hispano-Americana: a Batalha de San Juan Hill é travada em Santiago de Cuba.
- 1903 — Início da primeira competição anual de ciclismo de estrada realizada na França, o Tour de France.
- 1908 — O SOS é adotado como sinal internacional de socorro.
- 1916 — Primeira Guerra Mundial: Cerca de 60 mil soldados britânicos morrem em apenas um dia na Batalha do Somme, ofensiva militar que envolveu a França e o Reino Unido.
- 1917 — General chinês Zhang Xun assume o controle de Pequim e restaura a monarquia, instalando Pu Yi, último imperador da dinastia Qing, no trono. A restauração é revertida apenas duas semanas depois, quando as tropas republicanas recuperam o controle da capital.
- 1921 — O Partido Comunista Chinês é fundado por Chen Duxiu e Li Dazhao, com a ajuda do Bureau do Extremo Oriente do Partido Trabalhista Social-Democrata Russo (bolcheviques), que tomou o poder na Rússia após a Revolução de Outubro de 1917, e do Secretariado do Extremo Oriente da Internacional Comunista.
- 1922 — Começa a Grande Greve Ferroviária de 1922 nos Estados Unidos.
- 1923 — O Parlamento do Canadá suspende toda a imigração chinesa.
- 1931 — Wiley Post e Harold Gatty se tornam as primeiras pessoas a circunavegar o globo em um monoplano monomotor.
- 1942 — Segunda Guerra Mundial: Primeira Batalha de El Alamein.
- 1943 — Cidade de Tóquio se funde com a Prefeitura de Tóquio, formando a Metrópole de Tóquio e é dissolvida. Desde essa data, nenhuma cidade no Japão tem o nome "Tóquio" (a atual Tóquio não é oficialmente uma cidade).
- 1957 — Início do Ano Internacional da Geofísica.
- 1958 — Início da inundação do Canal de São Lourenço no Canadá.
- 1959 — Valores específicos para a jarda internacional, libra avoirdupois e unidades derivadas (por exemplo, polegada, milha) são adotados após acordo entre os EUA, o Reino Unido e outros países da Comunidade de Nações.
- 1960
  - Independência da Somália.
  - Gana se torna uma república e Kwame Nkrumah o seu primeiro presidente, enquanto a rainha Elizabeth II deixa de ser a chefe de Estado.
- 1962 — Independência do Ruanda e do Burundi.
- 1967 — Tratado de Fusão: a Comunidade Europeia é formalmente criada a partir de uma fusão com o Mercado Comum, a Comunidade Europeia do Carvão e do Aço e a Comunidade Europeia da Energia Atômica.
- 1968 — O Tratado de Não Proliferação de Armas Nucleares é assinado em Washington, D.C., Londres e Moscou por sessenta e dois países.
- 1972 — Acontece a primeira marcha do orgulho LGBT na Inglaterra.
- 1976 — Portugal concede autonomia à Madeira.
- 1978 — Austrália concede autogoverno ao Território do Norte.
- 1979 — A Sony lança o Walkman, o primeiro leitor de cassetes portátil da história.
- 1990 — Reunificação da Alemanha: a Alemanha Oriental aceita o marco alemão como sua moeda, unindo assim as economias da Alemanha Oriental e Ocidental.
- 1991 — Guerra Fria: o Pacto de Varsóvia é oficialmente dissolvido em uma reunião em Praga.
- 1994 — Um novo plano econômico muda a moeda brasileira de Cruzeiro real para Real.
- 1997 — A China retoma a soberania sobre a cidade-estado de Hong Kong, encerrando 156 anos de domínio colonial britânico. A cerimônia de entrega conta com a presença do primeiro-ministro britânico Tony Blair, Charles, Príncipe de Gales (futuro Rei Charles III), o presidente chinês Jiang Zemin e a secretária de Estado dos EUA Madeleine Albright.
- 2002
  - Criada a Corte Penal Internacional para processar indivíduos por genocídio, crimes contra a humanidade, crimes de guerra e crime de agressão.
  - O voo 2937 da Bashkirian Airlines, um Tupolev Tu-154 e o voo 611 da DHL, um Boeing 757, colidem no ar sobre Überlingen, no sul da Alemanha, matando todas as 71 pessoas a bordo das duas aeronaves.
- 2004 — A sonda Cassini-Huygens faz a entrada na órbita de Saturno às 01h 12min e termina às 02h 48min (Hora Universal).
- 2006 — Entra em operação na China a Ferrovia Chingai-Tibete.
- 2013
  - A Croácia se torna o 28.° estado-membro da União Europeia.
  - Descoberto o satélite Hipocampo do planeta Netuno.
- 2019
  - Grupo militante Talibã mata 40 pessoas e fere outras 105 em ataque ao edifício do Ministério da Defesa em Cabul, Afeganistão.
  - Incêndio no submarino russo Losharik mata 14 tripulantes.
- 2020 — O Acordo Estados Unidos-México-Canadá substitui o NAFTA.

## Nascimentos

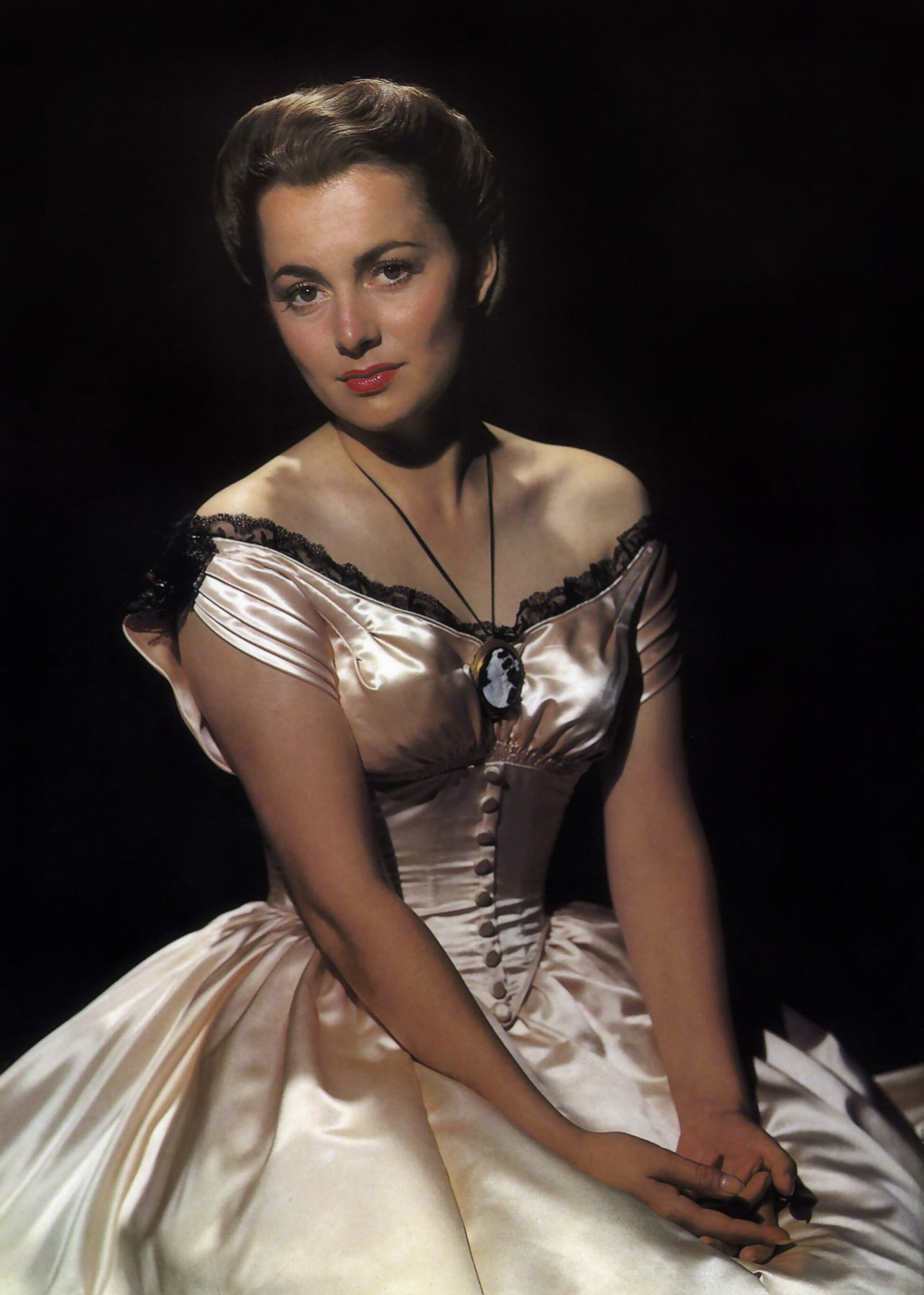
Olivia de Havilland

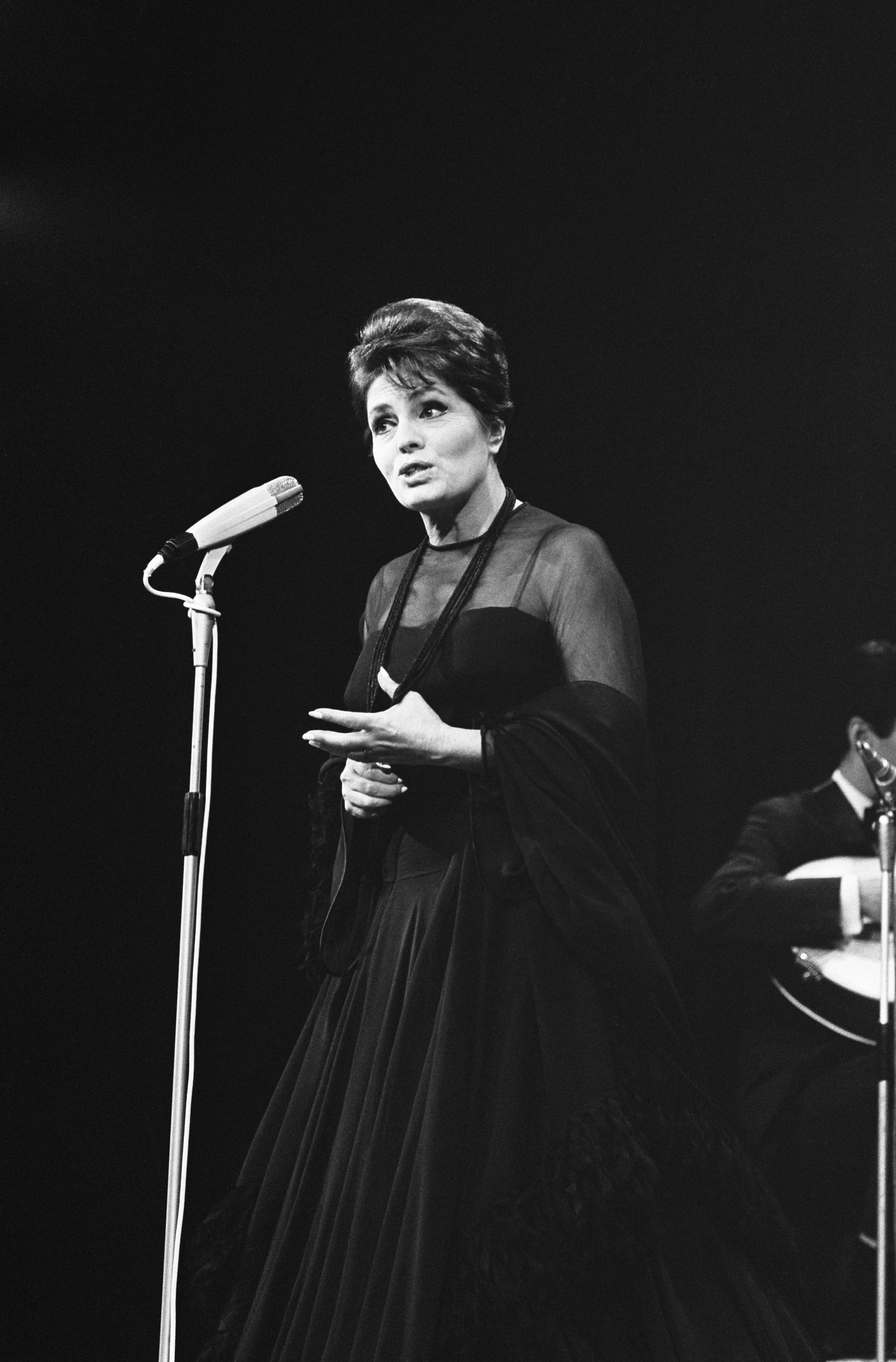
Amália Rodrigues

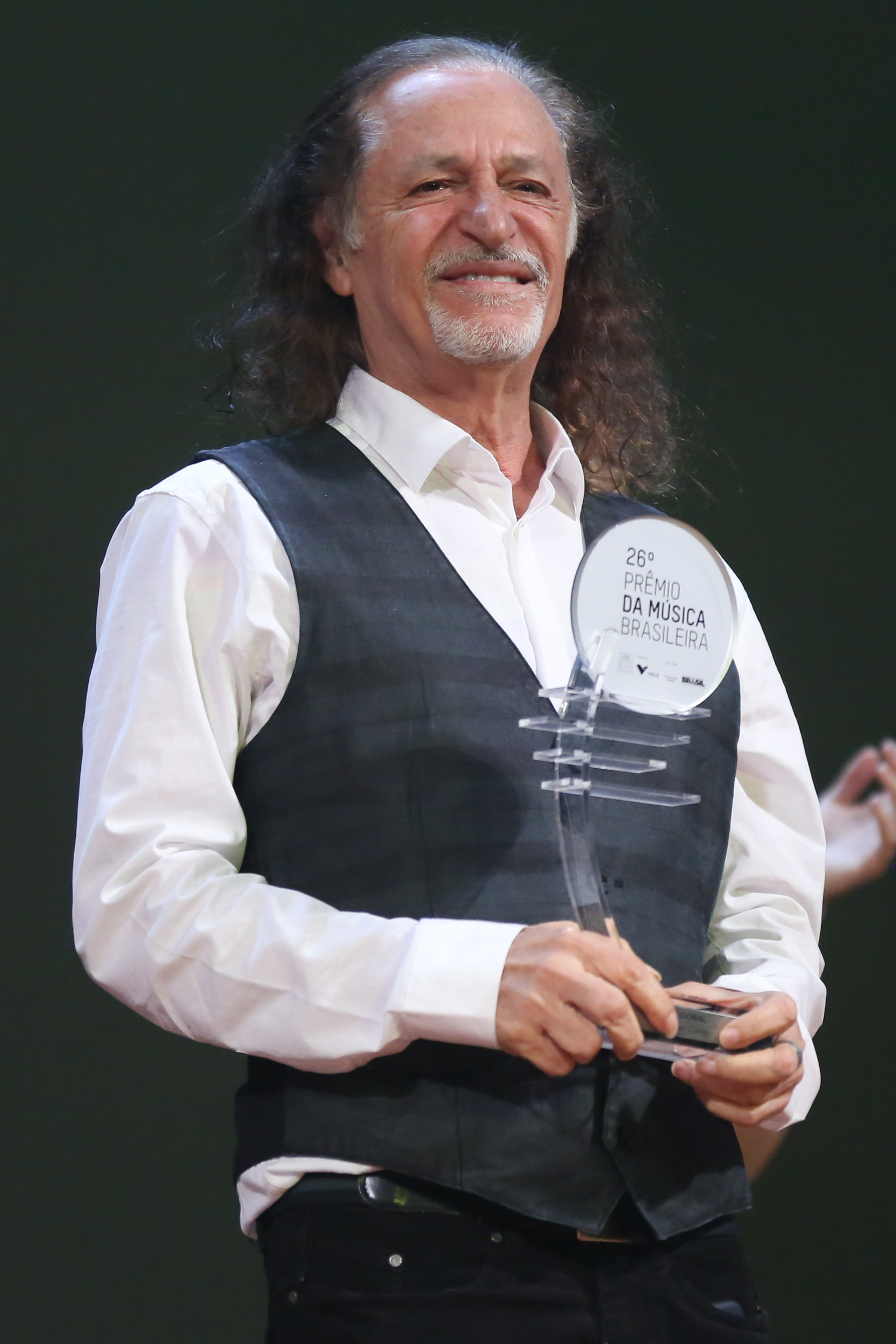
Alceu Valença

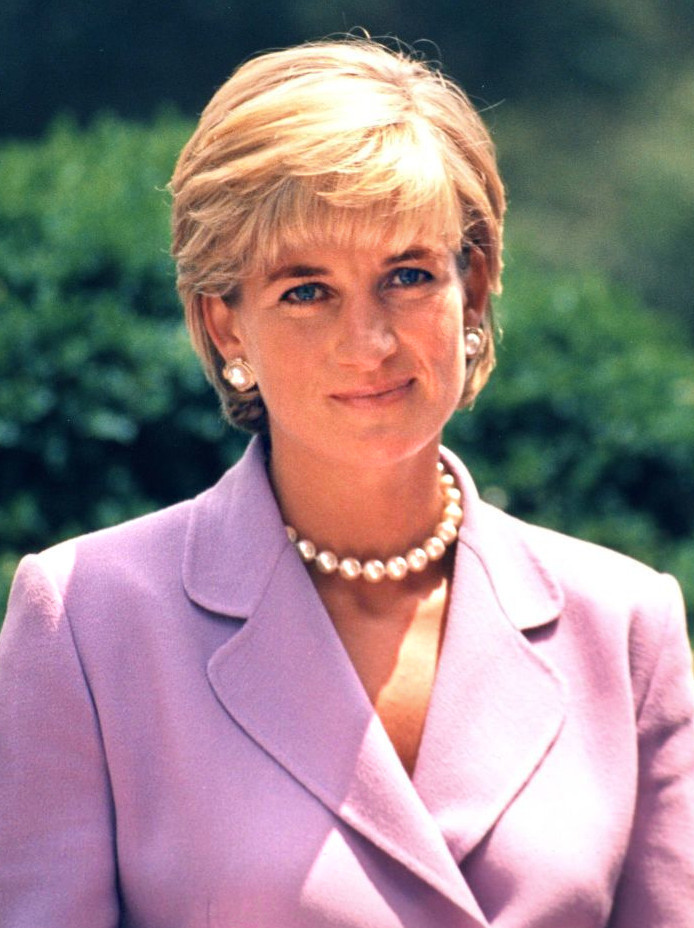
Diana, Princesa de Gales

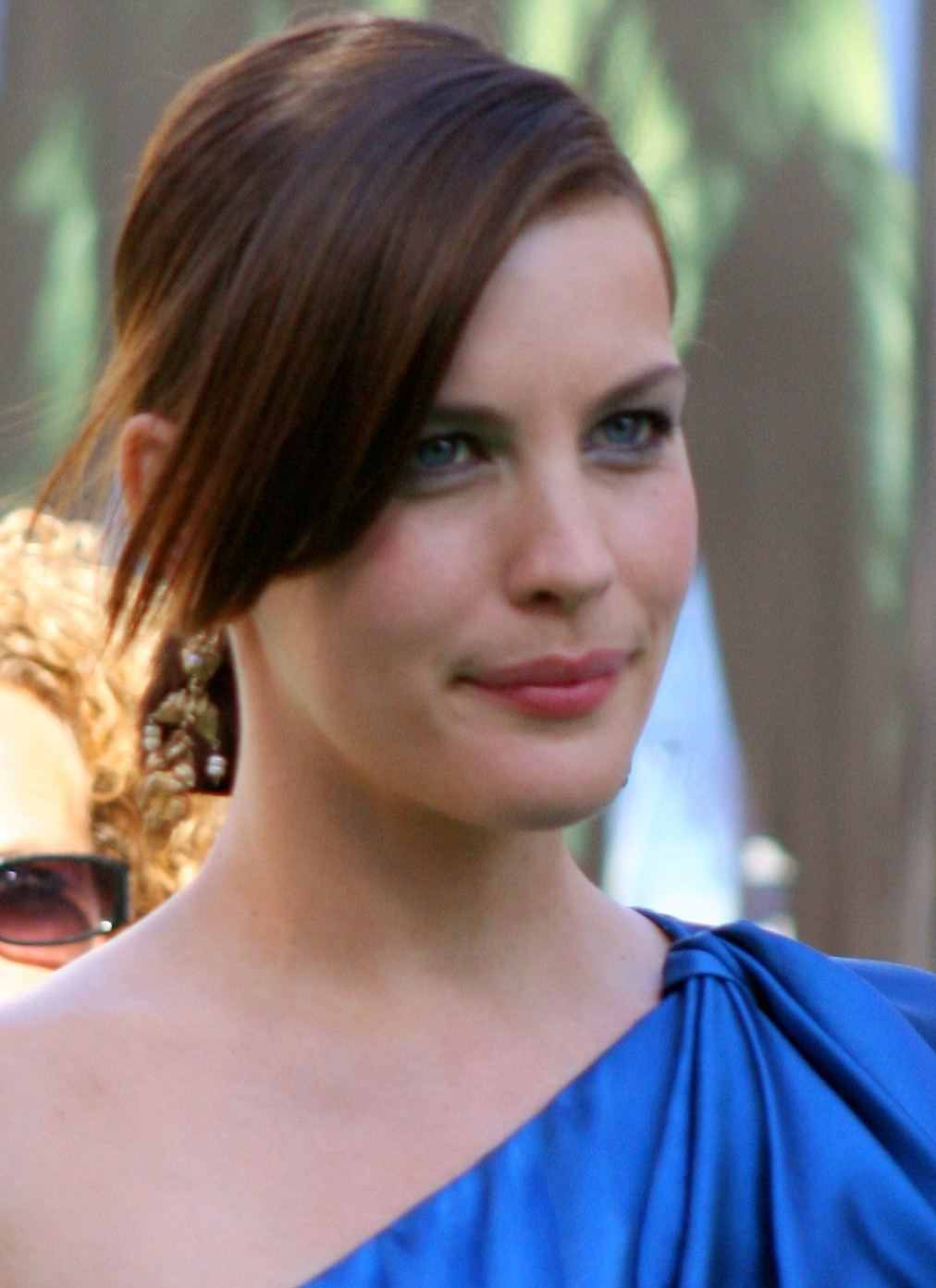
Liv Tyler

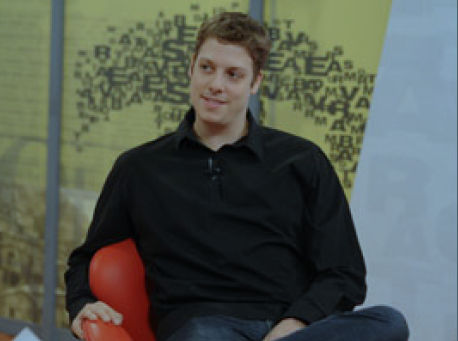
Fábio Porchat

### Anteriores ao século XIX
- 1311 — Liu Ji, oficial e poeta chinês (m. 1375).
- 1464 — Clara Gonzaga, condessa de Montpensier (m. 1503).
- 1481 — Cristiano II da Dinamarca (m. 1559).
- 1506 — Luís II da Hungria (m. 1526).
- 1534 — Frederico II da Dinamarca (m. 1588).
- 1662 — Beatriz Jerônima de Lorena, abadessa de Remiremont (m. 1738).
- 1646 — Gottfried Leibniz, cientista e filósofo alemão (m. 1716).
- 1723 — Pedro Rodríguez de Campomanes, político e economista espanhol (m. 1802).
- 1725 — Jean-Baptiste Donatien de Vimeur, Conde de Rochambeau, nobre e general francês (m. 1807).
- 1742 — Georg Christoph Lichtenberg, filósofo e matemático alemão (m. 1799).
- 1788 — Jean-Victor Poncelet, matemático francês (m. 1867).

### Século XIX
- 1804 — George Sand, escritora francesa (m. 1876).
- 1812 — Abaz I do Egito (m. 1854).
- 1837 — Henry Rathbone, militar e diplomata estadunidense (m. 1911).
- 1859 — Édouard-Alfred Martel, espeleólogo, geógrafo e cartógrafo francês (m. 1938).
- 1872 — Louis Blériot, aviador francês (m. 1936).
- 1879
  - Léon Jouhaux, sindicalista francês (m. 1954).
  - Aeneas Mackintosh, militar e explorador britânico (m. 1916).
- 1881 — Johan Kemp, ginasta finlandês (m. 1941).
- 1883 — István Friedrich, político húngaro (m. 1951).
- 1885 — Dorothea Mackellar, escritora australiana (m. 1968).
- 1886
  - Artur de Souza Nascimento, músico brasileiro (m. 1957).
  - Robert Antoine Pinchon, pintor francês (m. 1943).
- 1889 — Vera Mukhina, escultora soviética (m. 1953).
- 1899
  - Thomas A. Dorsey, compositor estadunidense (m. 1993).
  - Charles Laughton, ator britânico (m. 1982).
  - Konstantinos Tsatsos, político grego (m. 1987).

### Século XX

#### 1901–1950
- 1902
  - William Wyler, diretor de cinema e roteirista estadunidense (m. 1981).
  - Josep Lluís Sert, arquiteto e urbanista espanhol (m. 1983).
- 1903
  - Amy Johnson, aviadora estadunidense (m. 1941).
  - Marius Schneider, etnomusicólogo alemão (m. 1982).
- 1906 — Jean Dieudonné, matemático francês (m. 1992).
- 1907 — Fabian von Schlabrendorff, jurista alemão (m. 1980).
- 1908
  - Estée Lauder, cosmetologista estadunidense (m. 2004).
  - Luis Regueiro, futebolista espanhol (m. 1995).
- 1909 — Wesley Bolin, político estadunidense (m. 1978).
- 1910 — Carlos Cillóniz, futebolista peruano (m. 1987).
- 1913 — Edgard De Caluwé, ciclista belga (m. 1985).
- 1914 — Ahmed Hassan al-Bakr, militar e político iraquiano (m. 1982).
- 1915
  - Nguyễn Văn Linh, político vietnamita (m. 1998).
  - Jean Stafford, escritora estadunidense (m. 1979).
- 1916 — Olivia de Havilland, atriz britânica (m. 2020).
- 1919 — Thomas S. Kleppe, político estadunidense (m. 2007).
- 1920
  - Amália Rodrigues, fadista portuguesa (m. 1999).
  - Harold Sakata, ator estadunidense (m. 1982).
  - Lucidio Sentimenti, futebolista e treinador de futebol italiano (m. 2014).
- 1921
  - Edgar Carício de Gouvêa, bispo brasileiro (m. 2000).
  - Seretse Khama, político botsuanês (m. 1980).
- 1924
  - Antoni Ramallets, futebolista e treinador de futebol espanhol (m. 2013).
  - Florence Stanley, atriz norte-americana (m. 2003).
- 1925 — Farley Granger, ator estadunidense (m. 2011).
- 1926 — Robert Fogel, economista estadunidense (m. 2013).
- 1928 — Caio Porfírio Carneiro, escritor e contista brasileiro (m. 2017).
- 1929
  - Fernando Guedes, escritor e editor português (m. 2016).
  - Gerald Edelman, imunologista estadunidense (m. 2014).
- 1930 — Gonzalo Sánchez de Lozada, político boliviano.
- 1931
  - Leslie Caron, atriz francesa.
  - Raúl Belén, futebolista argentino (m. 2010).
  - Seyni Kountché, militar e político nigerino (m. 1987).
- 1934
  - Sydney Pollack, cineasta, produtor e ator estadunidense (m. 2008).
  - Jean Marsh, atriz britânica (m. 2025).
  - Claude Berri, ator, diretor e roteirista francês (m. 2009).
  - Júlio Costamilan, advogado e político brasileiro (m. 2024).
- 1935
  - David Prowse, ator e fisiculturista britânico (m. 2020).
  - Geraldo Quintão, advogado e político brasileiro (m. 2024).
- 1937 — Theodorico Haroldo de Oliveira, futebolista brasileiro (m. 1990).
- 1939
  - Karen Black, atriz, cantora e roteirista estadunidense (m. 2013).
  - Oldair Barchi, futebolista brasileiro (m. 2014).
- 1940 — Craig Brown, futebolista e treinador de futebol britânico (m. 2023).
- 1941
  - Myron Scholes, economista canadense.
  - Alfred G. Gilman, farmacologista e bioquímico estadunidense (m. 2015).
  - Bob Gansler, ex-futebolista e treinador de futebol estadunidense.
  - Robertinho Silva, músico brasileiro.
  - Muhammad Abdi Yusuf, político somali.
- 1942
  - Andraé Crouch, produtor musical, cantor e compositor estadunidense (m. 2015).
  - Geneviève Bujold, atriz canadense.
  - Maria Adelaide Amaral, escritora e dramaturga luso-brasileira.
  - Izzat Ibrahim al-Douri, militar e político iraquiano (m. 2020).
- 1944
  - Salgueiro Maia, militar português (m. 1992).
  - Wanda Sá, violonista e cantora brasileira.
  - Lew Rockwell, escritor e consultor político norte-americano.
- 1945 — Deborah Harry, atriz, cantora e compositora estadunidense.
- 1946
  - Alceu Valença, cantor e compositor brasileiro.
  - Slobodan Santrač, futebolista e treinador de futebol sérvio (m. 2016).
  - Mireya Moscoso, política panamenha.
  - Stefan Aust, escritor e jornalista alemão.
- 1948
  - Ever Hugo Almeida, ex-futebolista e treinador de futebol uruguaio.
  - Kacem Slimani, futebolista marroquino (m. 1996).
- 1949 — John Farnham, músico anglo-australiano.
- 1950
  - José Dumont, ator brasileiro.
  - David Duke, líder supremacista e político norte-americano.

#### 1951–2000
- 1951
  - Abdoulkader Kamil Mohamed, político djibutiano.
  - Trevor Eve, ator britânico.
  - Victor Willis, cantor, compositor e ator estadunidense.
- 1952
  - Dan Aykroyd, ator estadunidense.
  - David Arkenstone, músico e compositor estadunidense.
  - Antônio Britto, jornalista e político brasileiro.
- 1953
  - Lawrence Gonzi, político maltês.
  - Sura Berditchevsky, atriz brasileira.
  - Catherine Ferry, cantora francesa.
  - Sangay Ngedup, político butanês.
- 1954
  - Gerald Thomas, dramaturgo e diretor de teatro brasileiro.
  - Abu Mahdi al-Muhandis, militar e político iraquiano (m. 2020).
- 1955
  - Li Keqiang, político chinês (m. 2023).
  - Vladimir Petrović, ex-futebolista e treinador de futebol sérvio.
- 1956 — Alan Ruck, ator estadunidense.
- 1957
  - Solange Couto, atriz brasileira.
  - Lisa Blount, atriz norte-americana (m. 2010).
- 1959 — Chung Hae-won, futebolista sul-coreano (m. 2020).
- 1960
  - Mikael Håfström, roteirista e cineasta sueco.
  - Bia Sion, atriz e cantora brasileira.
  - Evelyn "Champagne" King, cantora estadunidense.
  - Saddam Kamel, militar iraquiano (m. 1996).
- 1961
  - Diana, Princesa de Gales (m. 1997).
  - Carl Lewis, ex-atleta estadunidense.
  - Kalpana Chawla, astronauta estadunidense (m. 2003).
  - Vito Bratta, músico estadunidense.
  - Malcolm Elliott, ex-ciclista britânico.
  - Fredy Schmidtke, ciclista alemão (m. 2017).
- 1962
  - Andre Braugher, ator estadunidense (m. 2023).
  - Margarita Louis-Dreyfus, empresária suíça.
- 1963
  - Roddy Bottum, músico estadunidense.
  - Edward Lu, astronauta norte-americano.
- 1964 — Franz Wohlfahrt, ex-futebolista austríaco.
- 1965 — Nany People, atriz brasileira.
- 1966
  - Frank De Bleeckere, ex-árbitro de futebol belga.
  - Patrick McEnroe, ex-tenista estadunidense.
  - Samir Rifai, político jordaniano.
- 1967
  - Marisa Monte, cantora e compositora brasileira.
  - Pamela Anderson, atriz e modelo canadense.
- 1970 — Joni Ernst, política estadunidense.
- 1971
  - Julianne Nicholson, atriz estadunidense.
  - Missy Elliott, cantora, produtora musical e estilista estadunidense.
- 1974 — Jefferson Pérez, ex-atleta equatoriano.
- 1976
  - Simony, cantora brasileira.
  - Ruud Van Nistelrooy, ex-futebolista e treinador de futebol neerlandês.
  - Rigobert Song, ex-futebolista e treinador de futebol camaronês.
  - Patrick Kluivert, ex-futebolista e treinador de futebol neerlandês.
  - Reinaldo, ex-futebolista brasileiro.
  - Hannu Tihinen, ex-futebolista finlandês.
  - Haaz Sleiman, ator libanês.
- 1977
  - Liv Tyler, atriz e ex-modelo estadunidense
  - Razzaq Farhan, ex-futebolista iraquiano.
  - Jessica Meir, astronauta estadunidense.
- 1978
  - Edivaldo Holanda Júnior, político, empresário e advogado brasileiro.
  - Woo Sun-hee, ex-handebolista sul-coreana.
- 1979 — Júlio Silva, ex-tenista brasileiro.
- 1980
  - Michael Berrer, ex-tenista alemão.
  - Youssef Mohamad, ex-futebolista libanês.
  - Nina Lisandrello, atriz estadunidense.
- 1981
  - Fatih Sonkaya, ex-futebolista turco.
  - Claudio Albizuris, ex-futebolista guatemalteco.
  - Orlando Cruz, pugilista porto-riquenho.
- 1982
  - Carmella DeCesare, ex-lutadora profissional e modelo estadunidense.
  - Hilarie Burton, atriz estadunidense.
  - Bassim Abbas, futebolista iraquiano.
  - Cat Zingano, lutadora estadunidense de artes marciais mistas.
  - Joachim Johansson, tenista sueco.
- 1983
  - Sheilla Castro, ex-jogadora de vôlei brasileira.
  - Sherif Ekramy, ex-futebolista egípcio.
  - Fábio Porchat, humorista e apresentador de televisão brasileiro.
  - Leeteuk, cantor, compositor e ator sul-coreano.
  - Roland Juhász, ex-futebolista húngaro.
- 1984
  - Chaouki Ben Saada, ex-futebolista tunisiano.
  - Franco Ferreiro, ex-tenista brasileiro.
  - Heloísa Jorge, atriz angolana.
  - Weera Koedpudsa, futebolista tailandês.
- 1985
  - Léa Seydoux, atriz francesa.
  - Eva Lechner, ciclista alemã.
  - Mohamed Abdel-Shafy, futebolista egípcio.
  - Annike Krahn, ex-futebolista alemã.
- 1986
  - Agnes Monica, atriz, cantora e dançarina indonésia.
  - João Paulo, futebolista brasileiro.
- 1988
  - Dedé, ex-futebolista brasileiro.
  - Evan Ellingson, ator estadunidense.
- 1989
  - Daniel Ricciardo, automobilista australiano.
  - Mitch Hewer, ator britânico.
  - Hannah Murray, atriz britânica.
  - Teheivarii Ludivion, futebolista taitiano.
  - Mehdi Carcela-Gonzalez, ex-futebolista marroquino.
  - Farouk Ben Mustapha, futebolista tunisiano.
  - Nathanaël Berthon, automobilista francês.
- 1990
  - Angelo Balanta, futebolista colombiano.
  - Chris Walker-Hebborn, nadador britânico.
- 1991
  - Jade Barbosa, ginasta brasileira.
  - Lucas Vázquez, futebolista espanhol.
- 1992
  - Kirsten Moore-Towers, patinadora artística canadense.
  - Mia Malkova, atriz estadunidense de filmes eróticos.
  - Laurie Davidson, ator britânico.
  - Hannah Whelan, ginasta britânica.
  - Amine Atouchi, futebolista marroquino.
- 1993
  - Raini Rodriguez, atriz estadunidense.
  - Daniel Hoelgaard, ex-ciclista norueguês.
- 1994
  - Montserrat González, ex-tenista paraguaia.
  - Chloé Paquet, tenista francesa.
- 1995
  - Lee Tae-yong, cantor, rapper, dançarino e compositor sul-coreano.
  - Ebenezer Ofori, futebolista ganês.
  - Krzysztof Piątek, futebolista polonês.
- 1996
  - Adelina Sotnikova, patinadora artística russa.
  - Ludovic Fabregas, handebolista francês.
  - Frank Boya, futebolista camaronês.
  - Tipnaree Weerawatnodom, atriz e apresentadora tailandesa.
- 1998
  - Chloe Bailey, cantora, compositora, produtora musical e atriz norte-americana.
  - Jordi Meeus, ciclista belga.
- 1999
  - Matteo Jorgenson, ciclista norte-americano.
  - Elija Godwin, atleta estadunidense.
- 2000 — Marco Carnesecchi, futebolista italiano.

### Século XXI
- 2003
  - Storm Reid, atriz estadunidense.
  - Reshad de Gerus, automobilista francês.
  - Tate McRae, cantora canadense.
- 2004 — Alejandro Garnacho, futebolista argentino.

## Mortes

### Anteriores ao século XIX
- 0552 — Tótila, rei dos Ostrogodos (n. ?).
- 1109 — Afonso VI de Leão (n. 1047).
- 1197 — Gertrudes da Baviera, rainha da Dinamarca (n. 1155).
- 1224 — Hōjō Yoshitoki, regente japonês (n. 1163).
- 1242 — Chagatai, nobre mongol (n. 1183).

- 1277 — Baibars, sultão mameluco (n. 1223).
- 1321 — Maria de Molina, rainha consorte de Castela e Leão (n. 1265).
- 1348 — Joana de Inglaterra (n. 1335).
- 1592 — Marc'Antonio Ingegneri, compositor e instrumentista italiano (n. 1547).
- 1614 — Isaac Casaubon, filólogo francês (n. 1559).
- 1736 — Amade III, sultão otomano (n. 1673).
- 1774 — Henry Fox, 1.º Barão Holland (n. 1705).
- 1782 — Charles Watson-Wentworth, 2.º Marquês de Rockingham (n. 1730).
- 1784 — Wilhelm Friedemann Bach, organista, cravista, professor e compositor alemão (n. 1710).

### Século XIX
- 1819 — Jesuíno do Monte Carmelo, pintor brasileiro (n. 1764).
- 1860 — Charles Goodyear, engenheiro norte-americano (n. 1800).
- 1876 — Mikhail Bakunin, escritor e ativista anarquista russo (n. 1814).
- 1881 — Ventura Ruiz Aguilera, poeta espanhol (n. 1820).

### Século XX
- 1920 — Delfim Moreira, advogado e político brasileiro, 10.° presidente do Brasil (n. 1868).
- 1925 — Erik Satie, compositor e pianista francês (n. 1866).
- 1948 — Achille Varzi, automobilista italiano (n. 1904).
- 1962 — Alan L. Hart, médico, radiologista, pesquisador de tuberculose, escritor e romancista americano (n. 1890).
- 1963 — Camille Chautemps, político francês (n. 1885).
- 1974 — Juan Domingo Perón, político argentino (n. 1895).
- 1976 — Anneliese Michel, estudante alemã (n. 1952).
- 1981
  - Carlos de Oliveira, poeta português (n. 1921).
  - Marcello Maruzzo, sacerdote italiano (n. 1929)
- 1983 — Buckminster Fuller, arquiteto, inventor e filósofo norte-americano (n. 1895).
- 1995 — Albertinho Fortuna, cantor brasileiro (n. 1922).
- 1996
  - Cláudio Kano, mesa-tenista brasileiro (n. 1965).
  - Margaux Hemingway, modelo e atriz norte-americana (n. 1954).
- 1997 — Robert Mitchum, ator e cantor norte-americano (n. 1917).
- 1998 — Édson Cury, o Bolinha, apresentador e radialista brasileiro (n. 1936).
- 1999 — Edward Dmytryk, cineasta canadense (n. 1908).
- 2000 — Walter Matthau, ator e cantor norte-americano (n. 1920).

### Século XXI
- 2001 — Nicolay Basov, físico russo (n. 1922).
- 2003 — Odelair Rodrigues, atriz brasileira (n.1935).
- 2004 — Marlon Brando, ator norte-americano (n. 1924).
- 2005 — Luther Vandross, cantor e compositor norte-americano (n. 1951).
- 2006 — Ryutaro Hashimoto, político japonês (n. 1938).
- 2009
  - Karl Malden, ator norte-americano (n. 1912).
  - José Aristodemo Pinotti, médico e político brasileiro (n. 1934).
  - Jean Yoyotte, egiptólogo francês (n. 1927).
- 2014 — Manoelita Lustosa, atriz brasileira (n. 1942).
- 2015 — Nicholas Winton, ativista britânico (n. 1909).
- 2016 — Yves Bonnefoy, escritor francês (n. 1923).
- 2017 — Aleshia Brevard, atriz, modelo, professora e autora norte-americana (n. 1937).
- 2020 — Georg Ratzinger, presbítero alemão (n. 1924).

## Feriados e eventos cíclicos

### Internacional
- Dia Internacional do Reggae.

### Austrália
- Dia do Território do Norte, que celebra a atribuição de um governo responsável em 1978.

### Brasil
- Dia da Vacina BCG, contra Tuberculose

### Canadá
- Dia do Canadá - celebra sua independência.

### China
- Dia da Fundação do Partido Comunista da China

### Turquia
- Dia da Marinha

### Portugal
- Dia da Força Aérea Portuguesa
- Dia da Região Autónoma da Madeira

### Cristianismo
- Aarão
- Antonio Rosmini
- Assunta Marchetti
- Junípero Serra
- Luis Obdulio Navarro
- Marcello Maruzzo
- Preciosíssimo Sangue de Jesus
- Teodorico do Monte d'Hor

## Outros calendários
- No calendário romano era o dia das calendas de julho.
- No calendário litúrgico tem a letra dominical G para o dia da semana.
- No calendário gregoriano a epacta do dia é xxvi.